# Albert Schneider (Rennfahrer)
Albert Schneider (* 22. August 1900 in Düsseldorf; † 30. August 1936 in Freiburg im Breisgau) war ein deutscher Motorradrennfahrer.

## Karriere

### Erfolge
Der Düsseldorfer Albert Schneider gewann auf einem 350-cm³-Velocette-Gespann 1931 und 1932 jeweils das Eifelrennen auf dem Nürburgring sowie das Avusrennen auf der Berliner AVUS in der 350er-Kategorie und sicherte sich damit in beiden Jahren den deutschen Meistertitel. 1933 siegte er unter anderem beim Eilenriederennen in Hannover und am Schottenring. Ab 1934 trat Albert Schneider auf NSU an und war unter anderem beim Hockenheimer Motorradrennen auf dem Hockenheimer Dreieck siegreich.

### Tödlicher Unfall
Albert Schneider verunglückte am 30. August 1936 im Alter von 36 Jahren beim Training zum ADAC-Bergrekord am Schauinsland bei Freiburg im Breisgau tödlich. Er verlor in der Gießhübel-Kurve die Kontrolle über sein NSU-Gespann und prallte in die Steinmauer am Streckenrand. Dabei zog er sich schwere Kopfverletzungen zu, denen er noch am selben Tag erlag. Sein Beifahrer Wilhelm Colle kam mit einem gebrochenen Bein davon.
Die gehäuften schweren Seitenwagenunfälle der Jahre 1936 und 1937 – neben Albert Schneider verunglückten beispielsweise auch Toni Babl, Josef Lohner, Hans Schneider und Karl Braun tödlich – veranlassten das Nationalsozialistische Kraftfahrkorps als oberste Motorsportbehörde Deutschlands, für 1938 alle Gespannrennen in Deutschland zu verbieten. Auf einigen Rennstrecken wie der Solitude, dem Schleizer Dreieck und am Feldberg wurde der Rennbetrieb sogar ganz eingestellt. Erst nach dem Zweiten Weltkrieg wurden Seitenwagenrennen wieder erlaubt.

## Statistik

### Titel
- 1931 – Deutscher 350-cm³-Gespann-Meister auf Velocette
- 1932 – Deutscher 600-cm³-Gespann-Meister auf Velocette

### Rennsiege
| Jahr | Klasse                    | Maschine  | Beifahrer     | Rennen                      | Strecke              |
| ---- | ------------------------- | --------- | ------------- | --------------------------- | -------------------- |
| 1931 | Gespanne (350 cm³)        | Velocette | unbekannt     | Eifelrennen                 | Nürburgring          |
| 1931 | Gespanne (350 cm³)        | Velocette | unbekannt     | Avusrennen                  | AVUS                 |
| 1932 | Gespanne (350 cm³)        | Velocette | unbekannt     | Eifelrennen                 | Nürburgring          |
| 1932 | Gespanne (350 cm³)        | Velocette | unbekannt     | Avusrennen                  | AVUS                 |
| 1933 | Gespanne (350 cm³)        | Velocette | unbekannt     | Eilenriederennen            | Eilenriede           |
| 1933 | 350 cm³ – Jubiläumsrennen | Velocette | –             | Eilenriederennen            | Eilenriede           |
| 1933 | Gespanne (600 cm³)        | Velocette | unbekannt     | Rund um Schotten            | Schottenring         |
| 1934 | Gespanne (600 cm³)        | NSU       | unbekannt     | Hockenheimer Motorradrennen | Hockenheimer Dreieck |
| 1936 | Gespanne (600 cm³)        | NSU       | Wilhelm Colle | Eifelrennen                 | Nürburgring          |

## Verweise